# Mohammad Reza Ameli Tehrani
Mohammad Reza Ameli Tehrani (persiska: محمدرضا عاملی تهرانی), född 31 december 1927, död (avrättad) 8 maj 1979, var en iransk läkare och paniranistisk politiker. Han tjänstgjorde som minister för information och turism i premiärminister Jafar Sharif-Emamis regering och som utbildningsminister i Gholam Reza Azharis regering under slutet av Pahlavidynastin i Iran. Han dömdes till döden av Ayatolla Sadeq Khalkhali i den islamiska revolutionstribunalen i Teheran och avrättades därefter.

## Karriär
Mohammad Reza Ameli Tehrani föddes i Teheran 1927. Han avlade läkarexamen vid Teherans universitets medicinska fakultet och specialiserade sig på anestesiologi. Han började sedan arbeta vid den medicinska fakulteten som läkare, lärare och forskare. Han gifte sig med Mahindokht Qaragazlu och paret fick fyra barn tillsammans.
Mohammad Reza Ameli Tehrani blev aktiv i paniranistiska kretsar på 1940-talet i skuggan av de allierades ockupation av Iran 1941 och Irankrisen 1946. Han blev medlem i Paniranistiska partiet och förblev en aktiv anhängare av partiet under hela sitt liv. Bland sina partikamrater och vänner kallades han Āzhir, vilket betyder "Sirenen".
Mohammad Reza Ameli Tehrani började sin politiska karriär 1967 när han invaldes i Irans parlament som representant för Mahabad, provinsen Västazarbaijan. 1975 blev Iran en enpartistat och han gick därför med i Rastakhizpartiet. Samma år blev han ordförande för partiet i valkretsen provinsen Teheran.
Mohammad Reza Ameli Tehrani utnämndes till minister för information och turism i Jafar Sharif-Emamis regering 1978 och till utbildningsminister i Gholam Reza Azharis regering 1978–1979.

## Avrättning
Mohammad Reza Ameli Tehrani greps i februari 1979 under den iranska revolutionen och dömdes av den islamiska revolutionstribunalen tillsammans med tjugo andra personer till döden med hänvisning till Koranen för brotten "fördärv på jorden" (fesād fe'l-arz) och "krig mot Allah, profeten och den tolfte imamens representant" (mohārebe bā xodā o rasul o nāyeb-e emām-e zamān). Hela gruppen bestående av tjugoen personer avrättades genom arkebusering i Teheran klockan 5 på morgonen den 8 maj 1979. Innan han avrättades bad han sin bödel om att få se solen gå upp över Iran en sista gång, vilket han nekades.
Mohammad Reza Ameli Tehrani betraktas som en hjälte i iranska nationalistiska kretsar.